# Allium integerrimum
Allium integerrimum — вид рослин з родини амарилісових (Amaryllidaceae); ендемік Греції. 

## Поширення
Ендемік Греції.
Зростає в сухих, трав'янистих місцях та кущі Quercus coccifera на висотах 50–600 м.